# Forte de Santa Catarina (Cabo da Praia)

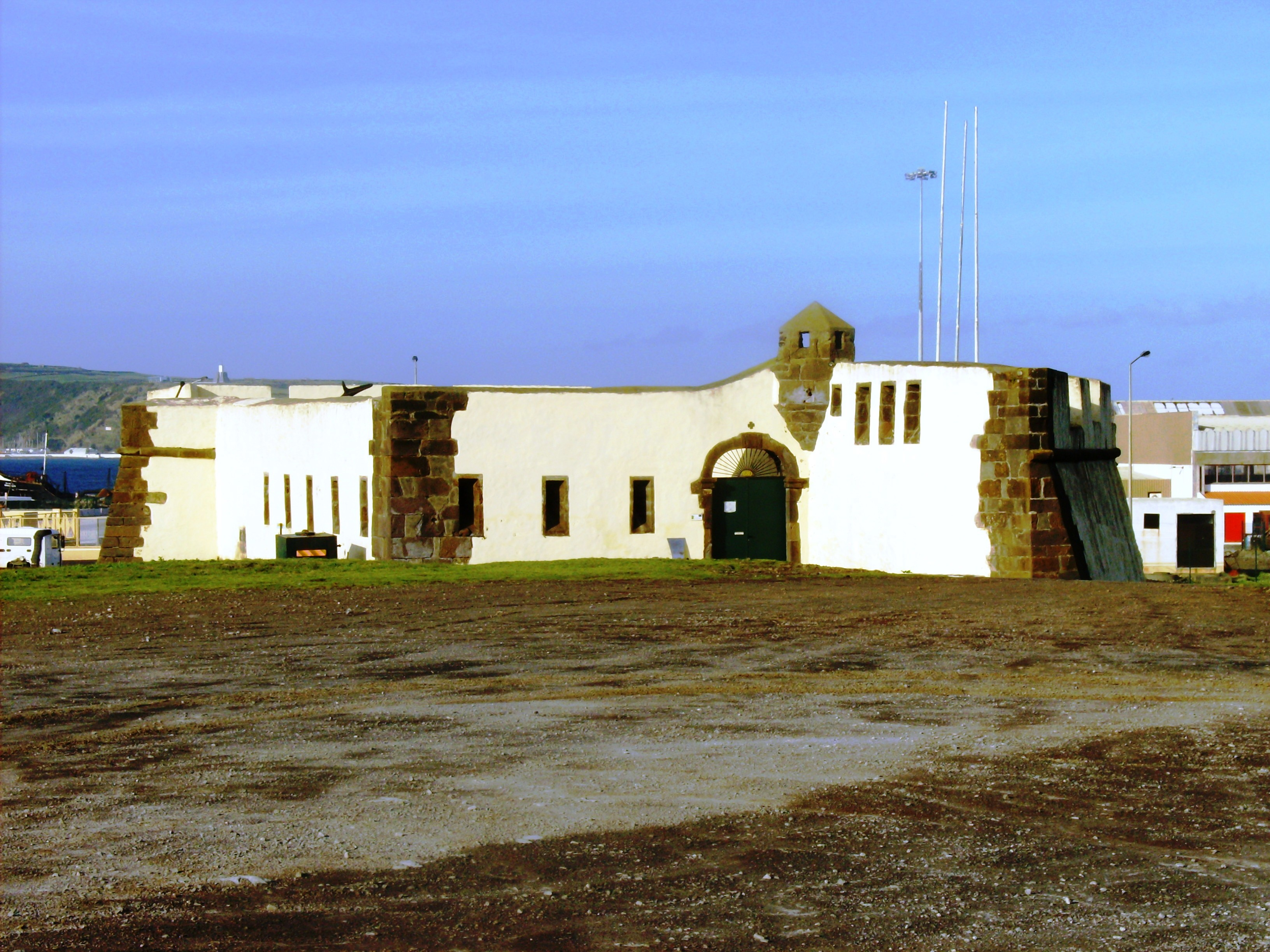
Forte de Santa Catarina, Praia da Vitória.

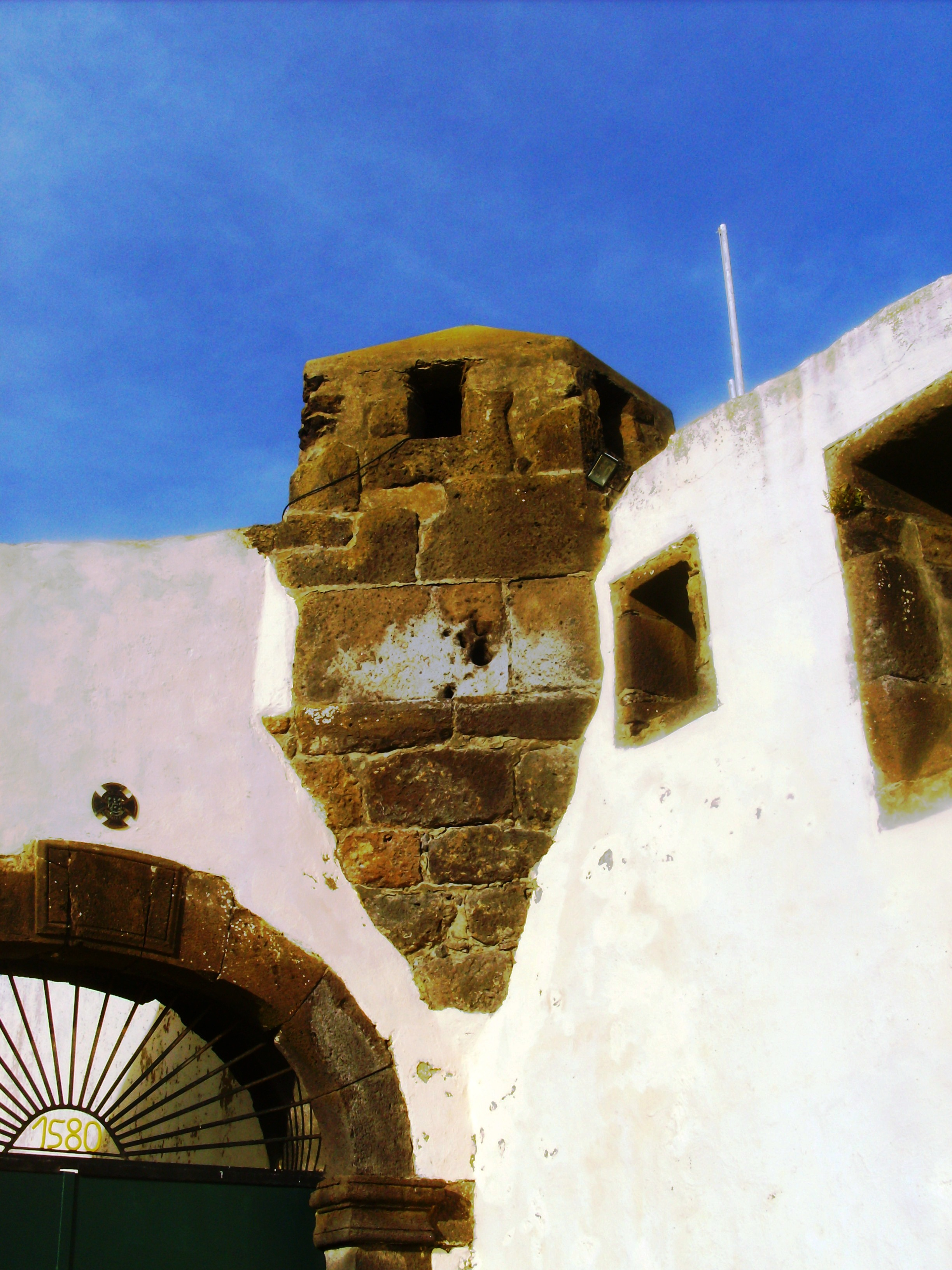
Forte de Santa Catarina, Praia da Vitória: detalhe do portão e guarita.

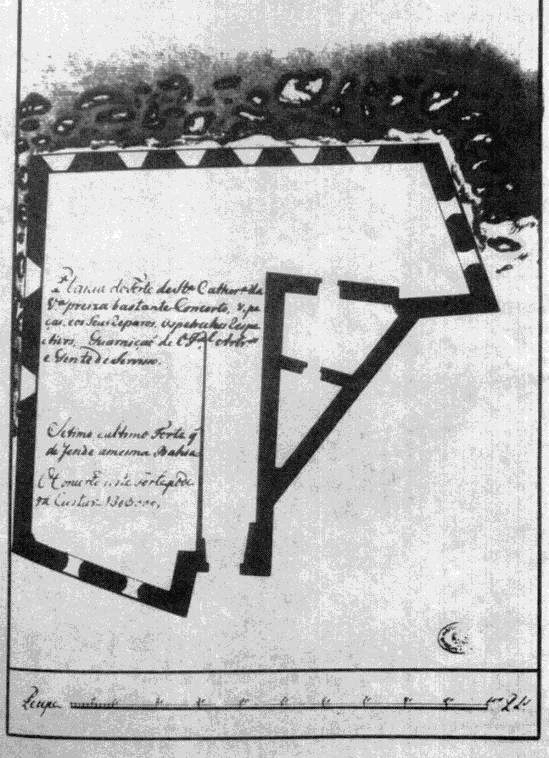
Forte de Sta. Cataria da Praia (Francisco Xavier Machado, 1772).

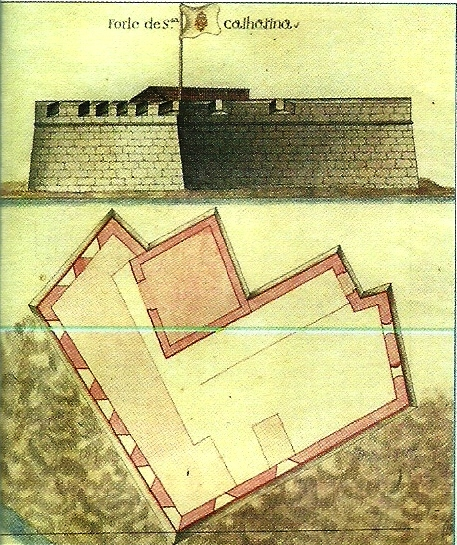
Forte de Santa Catarina (José Rodrigo de Almeida, 1806. GEAEM).

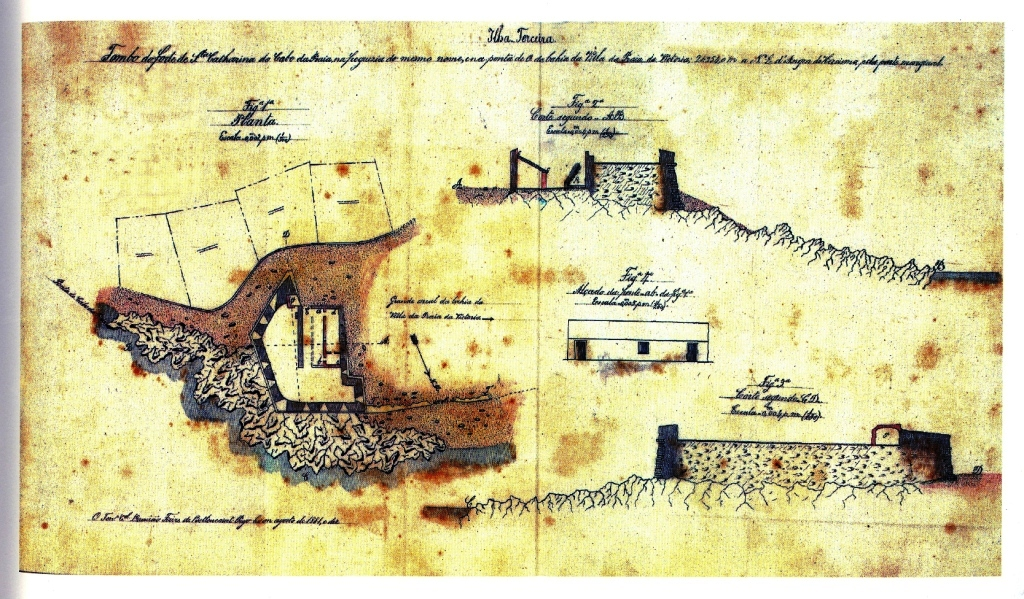
Planta do Forte de Santa Catarina (Damião Pego, Agosto de 1881).

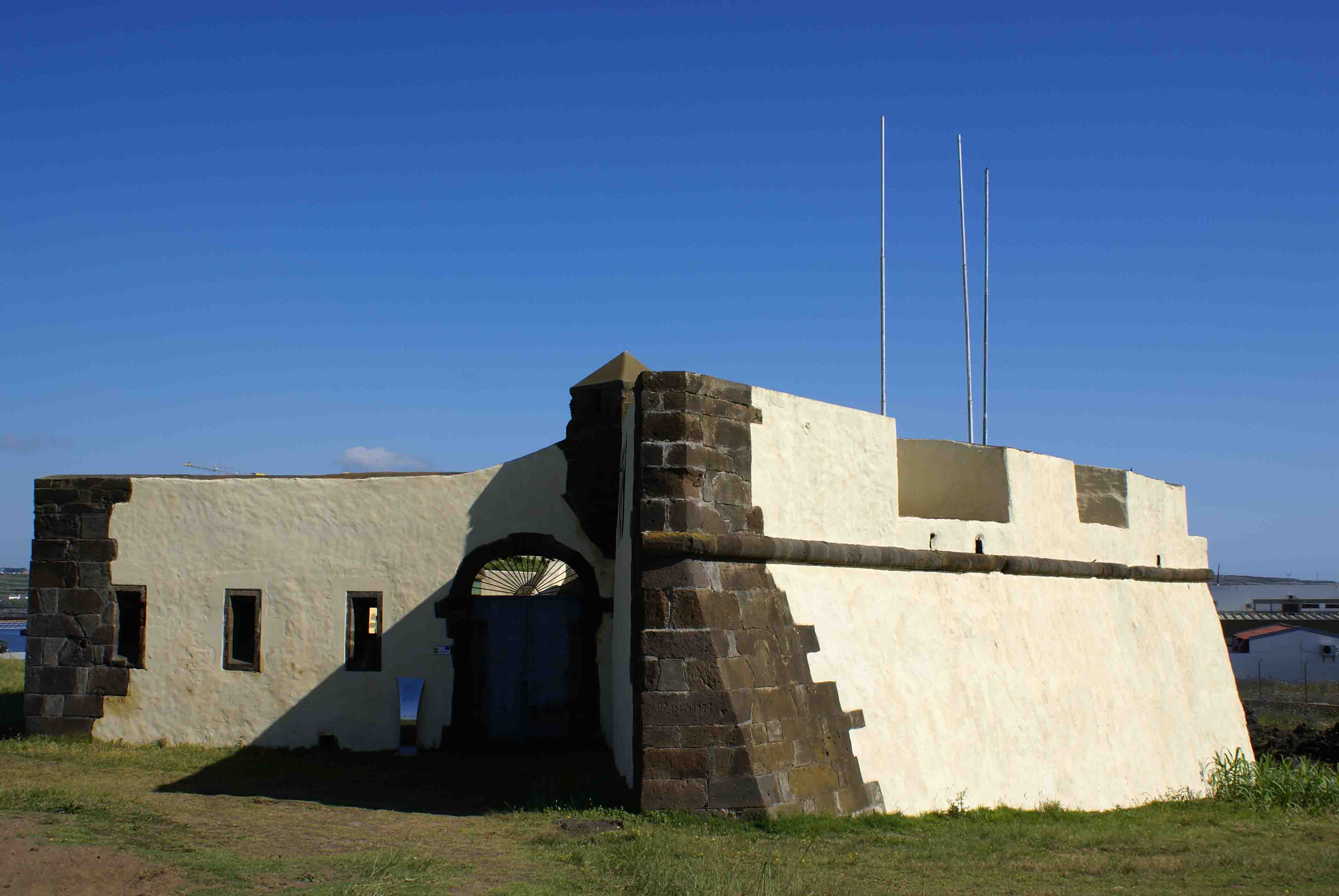
Forte de Santa Catarina, Praia da Vitória.

O Forte de Santa Catarina localiza-se na ponta oeste da baía da Praia da Vitória, na freguesia do Cabo da Praia, concelho da Praia da Vitória, na costa oeste da ilha Terceira, nos Açores.
Em posição dominante sobre este trecho do litoral, constituiu-se em uma fortificação destinada à defesa deste ancoradouro (atual Porto Oceânico da Praia da Vitória) contra os ataques de piratas e corsários, outrora frequentes nesta região do oceano Atlântico. Pelo seu porte, era o principal da linha defensiva que protegia a baía, cruzando fogos com o Forte de São José.

## História

### A Dinastia Filipina
Acredita-se que tenha sido principiado no final da década de 1570, em cumprimento às instruções de Sebastião I de Portugal de 1567, conforme o plano de defesa da ilha Terceira elaborado por Tommaso Benedetto, plano este iniciado com a construção de baluartes no Monte Brasil (Forte de Santo António, 1567), no Porto de Pipas (Forte de São Sebastião, 1570), e no Porto Judeu (Forte de Santo António, 1573), e posteriormente reforçados por iniciativa do então corregedor dos Açores, Ciprião de Figueiredo e Vasconcelos, no contexto da crise de sucessão de 1580.
A primeira referência às defesas na baía da Praia encontra-se na "Relação da expedição, ataque e conquista da ilha Terceira" de autoria de D. Álvaro de Bazán (1583), dando conta de um total de onze fortes, um baluarte e um número não especificado de trincheiras com artilharia, trincheiras estas que, de acordo com Gaspar Frutuoso, seriam "(... ) de pau pique de uma banda e de outra, atupido por dentro de rama e areia de quantidade de quinze até dezoito palmos de largo, com suas ruas abertas de serventia para o mar, onde estão postos seus tiros de campo;"
O forte de Santa Catarina é pela primeira vez citado no mesmo ano (1583), em dois documentos, ambos relacionados com a chegada e ocupação de D. Álvaro de Bazán. O primeiro, datado de 26 de julho, refere-se ao engano a que foi induzido o conde Manuel da Silva por parte dos espanhóis, que com o recurso a falsos ataques, fizeram-lhe acreditar que o desembarque se realizaria no extenso areal da praia da Vitória, levando-o a destacar duas das cinco companhias que havia mobilizado para defender a enseada de Mós, até ao forte de Santa Catarina do Cabo da Praia. A segunda integra a relação de peças de artilharia capturada aos portugueses após o desembarque, indicando que o forte de Santa Catarina estava artilhado com uma grande colubrina e seis peças.

### O século XVIII
No contexto da Guerra da Sucessão Espanhola (1702-1714) encontra-se referido como "O Forte de Santa Catharina." na relação "Fortificações nos Açores existentes em 1710".
Sobre ele refere Manoel de Mattos P. de Carvalho na "Notícia da fortificação da ilha Terceira", por volta de 1766:
"Tem fortificação na Villa da Praia: (...)
26 - A fortaleza de Santa Catharina, com 7 peças.
(...) todas estas fortalezas se acham presentemente reparadas, por occasião da guerra."
Com a instalação da Capitania Geral dos Açores, o seu estado foi assim reportado:
"23º - Forte de Santa Catharina da Villa da Praia. Tem doze canhoneiras, he um dos maiores que tem a costa; tem sete peças de ferro capazes com seus reparos bons, precisa de mais cinco peças com os seus reparos, e duas plataformas precisam ser concertadas e para se guarnecer carece doze artilheiros e quarenta e oito auxiliares."
Ainda deste período existe planta de autoria do capitão Francisco Xavier Machado, datada de 1772, onde se assinala a necessidade de reparar o forte por um valor aproximado de 1300 réis.
Encontra-se referido como "22. Forte de S. Catharina o pr.º da b.ª da Villa da Praya" no relatório "Revista aos fortes que defendem a costa da ilha Terceira", do Ajudante de Ordens Manoel Correa Branco (1776), que lhe aponta os reparos necessários: "Perciza tambem rachado, rebucado, e guarnecido, e comporemse os tilhados da caza, e do polvarinho, e o seu portao."

### Do século XIX aos nossos dias
Encontra-se assinalado como "A Forte de Santa Catharina" na "Planta da Bahia da Villa da Praia" (1805), e, no mesmo período, dele existe alçado e planta, com o título "Forte de Sta. Catharina", de autoria do sargento-mor do Real Corpo de Engenheiros, José Rodrigo de Almeida (1806).
SOUSA (1995), em 1822, ao descrever o porto da Praia refere: "(...) é sofrivelmente defendido pelo forte de Santa Catarina (..).".
No contexto da Guerra Civil Portuguesa (1828-1834), durante a Batalha da Praia da Vitória (11 de Agosto de 1829), foi severamente castigado durante a tentativa de desembarque das forças miguelistas neste local. Na ocasião, durante mais de quatro horas sofreu o fogo da artilharia de três navios, entre os quais o da fragata Diana, fazendo com que o desembarque fosse intentado no lado oposto da baía, junto ao Forte do Espírito Santo, onde também foi repelido. Reconstruído e ampliado na sequência dos danos a que foi sujeito, adquiriu as suas feições atuais.
A "Relação" do marechal de campo Barão de Bastos em 1862 localiza-o na vila da Praia da Vitória e informa que se encontrava em bom estado.
Quando do tombo de 1881, foi encontrando pelo tenente-coronel Damião Freire Bettencourt Pego em bom estado, com apenas uma das bases da muralha de leste a precisar de arranjo e a necessitar de um portão que lhe vedasse a entrada. À época era habitado há vinte e oito anos pela família de um veterano da Guerra Civil, que era o guarda do forte, e que, após o seu falecimento, diversos generais da divisão continuaram a conceder moradia à família, composta pela viúva e filhas.
Era ainda recomendado que o forte fosse rearmado visto ter deixado de o ser com o fim da Guerra Civil, de modo a que pudesse responder às salvas das embarcações que saudavam a costa à sua passagem.
Durante a Segunda Guerra Mundial foi guarnecido por tropas, sendo reparado pelos Serviços de Engenharia do Ministério da Guerra.
Encontra-se classificado como Imóvel de Interesse Público pela Resolução nº 28/80, de 29 de abril.
Graças à construção do porto comercial do cabo da Praia, da década de 1980 foram-lhe promovidas obras de reparação que, mesmo descaracterizando-o, garantiram-lhe a preservação. Os recursos foram assegurados por co-financiamento do "Programa de Iniciativa Comunitária LEADER II".
Atualmente encontra-se em bom estado de conservação, ocupado pela Liga dos Combatentes (Núcleo Angra do Heroísmo).
Entre 12 de agosto e 2 de outubro de 2010 sofreu trabalhos de levantamento arquitetónico e de prospecção arqueológica pela empresa "Arqueoges, Arqueologia e Gestão de Património, Lda.", sob responsabilidade da Direcção Regional da Cultura do Governo dos Açores, e com a coordenação do arqueólogo Ricardo Erasun Cortés. As estruturas identificadas confirmam as etapas construtivas representadas nas fontes históricas de 1772 e do início do século XIX: um forte com planta em "L", de menores dimensões que o atual, com canhoneiras abertas ao mar (este) e ao areal (norte), rampa de acesso ao pátio de armas na zona mais protegida a oeste e paiol de planta triangular.  

## Características
Do tipo abaluartado, apresenta planta poligonal com formato irregular orgânico (adaptado ao terreno), em cantaria, ocupando uma área de 713 metros quadrados.
O portão de armas, em arco de volta perfeita, é defendido por uma guarita sobre uma mísula no encontro dos flancos sul e este, de planta pentagonal com cobertura em pirâmide e frestas horizontais.
Para lhe dar maior elevação, em frente à sua entrada havia uma rampa calçada, que acedia às baterias, guarnecidas por onze canhoneiras (doze no século XVIII), batendo todos os quadrantes. No plano destas baterias existia um paiol.
Do lado esquerdo da entrada, erguia-se uma linha de casas baixas para a guarnição.
A partir do forte abria-se uma linha de trincheiras para fuzilaria, ligando os fortes da baía entre si. Essa linha defensiva foi destruída ao longo dos séculos pela erosão marinha.